# Europese kampioenschappen squash 2018
De Europese kampioenschappen squash 2018 waren door de European Squash Federation (ESF) georganiseerde kampioenschappen in het squash. De 18e editie van de Europese kampioenschappen vond plaats in het Oostenrijkse Graz van 29 augustus tot 1 september 2018.

## Uitslagen
| Plaats | Heren          | Dames            |
| ------ | -------------- | ---------------- |
| Goud   | Borja Golán    | Millie Tomlinson |
| Zilver | George Parker  | Coline Aumard    |
| Brons  | Raphael Kandra | Nele Gilis       |
| 4e     | Lucas Serme    | Tinne Gilis      |